# Shuangfeng (köpinghuvudort i Kina, Heilongjiang Sheng, lat 45,44, long 126,97)
Shuangfeng (kinesiska: 双丰, 双丰镇) är en köpinghuvudort i Kina. Den ligger i provinsen Heilongjiang, i den nordöstra delen av landet, omkring 43 kilometer sydost om provinshuvudstaden Harbin. Antalet invånare är 49 248. Befolkningen består av 24 699 kvinnor och 24 549 män. Barn under 15 år utgör 13,0 %, vuxna 15-64 år 78 %, och äldre över 65 år 8,0 %.
Runt Shuangfeng är det ganska tätbefolkat, med 111 invånare per kvadratkilometer. Närmaste större samhälle är Acheng, 11,6 km norr om Shuangfeng. Trakten runt Shuangfeng består till största delen av jordbruksmark.
Genomsnittlig årsnederbörd är 855 millimeter. Den regnigaste månaden är juli, med i genomsnitt 188 mm nederbörd, och den torraste är januari, med 7 mm nederbörd.